# Tetrastomatopora giselae
Tetrastomatopora giselae är en mossdjursart som beskrevs av Moyano 1991. Tetrastomatopora giselae ingår i släktet Tetrastomatopora och familjen Stomatoporidae. Inga underarter finns listade i Catalogue of Life.